# Paulina Holtz
Paulina Holtz (ur. 23 lutego 1977 w Warszawie) – polska aktorka teatralna i filmowa.

## Kariera

### Wczesne lata
W 2002 ukończyła studia na Akademii Teatralnej im. Aleksandra Zelwerowicza w Warszawie. Na egzamin dyplomowy przygotowała monolog Diana Juliusza Słowackiego i fragmenty powieści Márqueza.

### Późniejsza kariera
W wieku sześciu lat wzięła udział w przedstawieniu Teatru Telewizji Małżeństwo Marii P.. Jej pierwszym doświadczeniem scenicznym była rola Pazia w Szekspirowskiej sztuce Romeo i Julia (1990) w reżyserii Andrzeja Wajdy na scenie stołecznego Teatru Powszechnego im. Zygmunta Hübnera. Postanowiła zostać reżyserem, jednak nie udało jej się dostać do szkoły filmowej. Studiowała dziennikarstwo, etnologię i antropologię.
W 1997 wygrała casting do roli Agnieszki Lubicz, córki Krystyny (Agnieszka Kotulanka) i Pawła (Tomasz Stockinger) w telenoweli TVP1 Pawła Karpińskiego Klan, która przyniosła jej popularność.
W produkcji kinowej debiutowała w roli zakonnicy w dramacie psychologicznym Magdaleny Łazarkiewicz Na koniec świata (1999) u boku Justyny Steczkowskiej i Aleksandra Domogarowa. Następnie pojawiła się w komedii w serii „off-owej” Waldemara Dzikiego, promującej młodych, zdolnych reżyserów, scenarzystów i aktorów Przemysława Angermana Jak to się robi z dziewczynami (2002) w roli prostytutki Magdy.
W 2002 związała się na stałe z Teatrem Powszechnym. Występowała także na deskach warszawskiego Teatru Scena Prezentacje (2004). W 2003 otrzymała nagrodę „Feliks Warszawski” w kategorii najlepszego aktora, który pracuje nie dłużej niż pięć lat od uzyskania absolutorium za rolę Jenny w spektaklu Kształt rzeczy.
W 2004 wzięła udział w sesji zdjęciowej dla polskiej wersji Playboya.

## Życie prywatne
Jest córką filmowca Witolda Holtza i aktorki Joanny Żółkowskiej. Od 2005 pozostaje w nieformalnym związku z operatorem filmowym Michałem Nowakowskim, z którym ma dwie córki: Antoninę i Marcysię.

## Filmografia
- od 1997: Klan jako Agnieszka Lubicz, córka Krystyny i Pawła
- 1999: Na koniec świata jako zakonnica
- 1999: Ja, Malinowski jako obsada aktorska (odc. 8 i 14)
- 2002: Jak to się robi z dziewczynami jako prostytutka Magda
- 2002: Ostatnia kryjówka jako obsada aktorska
- 2007: Taxi A jako prawniczka
- 2007: Ryś jako Winidur, kasjerka na Poczcie Głównej w Warszawie
- 2007: Kryminalni jako Katarzyna Kobielska (odc. 84)
- 2008: Ile waży koń trojański? jako ciężarna aptekarka
- 2012: Na dobre i na złe jako Matylda Rugucka, żona Roberta (odc. 496)
- 2013: Moje miejsce we śnie jako obsada aktorska
- 2016: Titanium White jako sekretarka w dziekanacie
- 2017: Ucho prezesa jako Joanna, dziewczyna Ryszarda z Nowoczesnej (odc. 13)
- 2017: O mnie się nie martw jako matka Oskara (odc. 75)
- 2019: W rytmie serca jako Aneta Pietrzyk, matka Wiktorii i babcia Klary (odc. 44)
- 2020: Osiecka jako Joanna (odc. 4)
- 2023: Pierwsza miłość jako  Nela, żona Juliusza Lipińskiego
- 2024:  Nic na siłę jako Wieśka siostra Elki
- Od 2025: Na Wspólnej jako Karolina Wysocka